# Comuna Vicovu de Jos, Suceava
Vicovu de Jos este o comună în județul Suceava, Bucovina, România, formată numai din satul de reședință cu același nume. Acesta este format din mai multe cătune: Caliuha, Câmp, Centru, Margine, Remezău.

## Geografie
Vicovu de Jos este situat în partea de nord a județului Suceava, în Depresiunea Rădăuți, localitatea întinzându-se de-a lungul apei Râul Suceava, Obcina Mare reprezentând limita vestică. Vicovu de Jos se împarte în cătunele Centru, Caliuha, Remezău, Câmp și Margine. Se învecinează în partea de N-V cu Vicovu de Sus, în partea de N cu Bilca, în partea de V cu Putna, în partea de S cu Voitinel și la E cu comuna Gălănești. Coordonatele geografice ale comunei sunt latitudine nordică 47°52' și longitudine estică 25°37'.

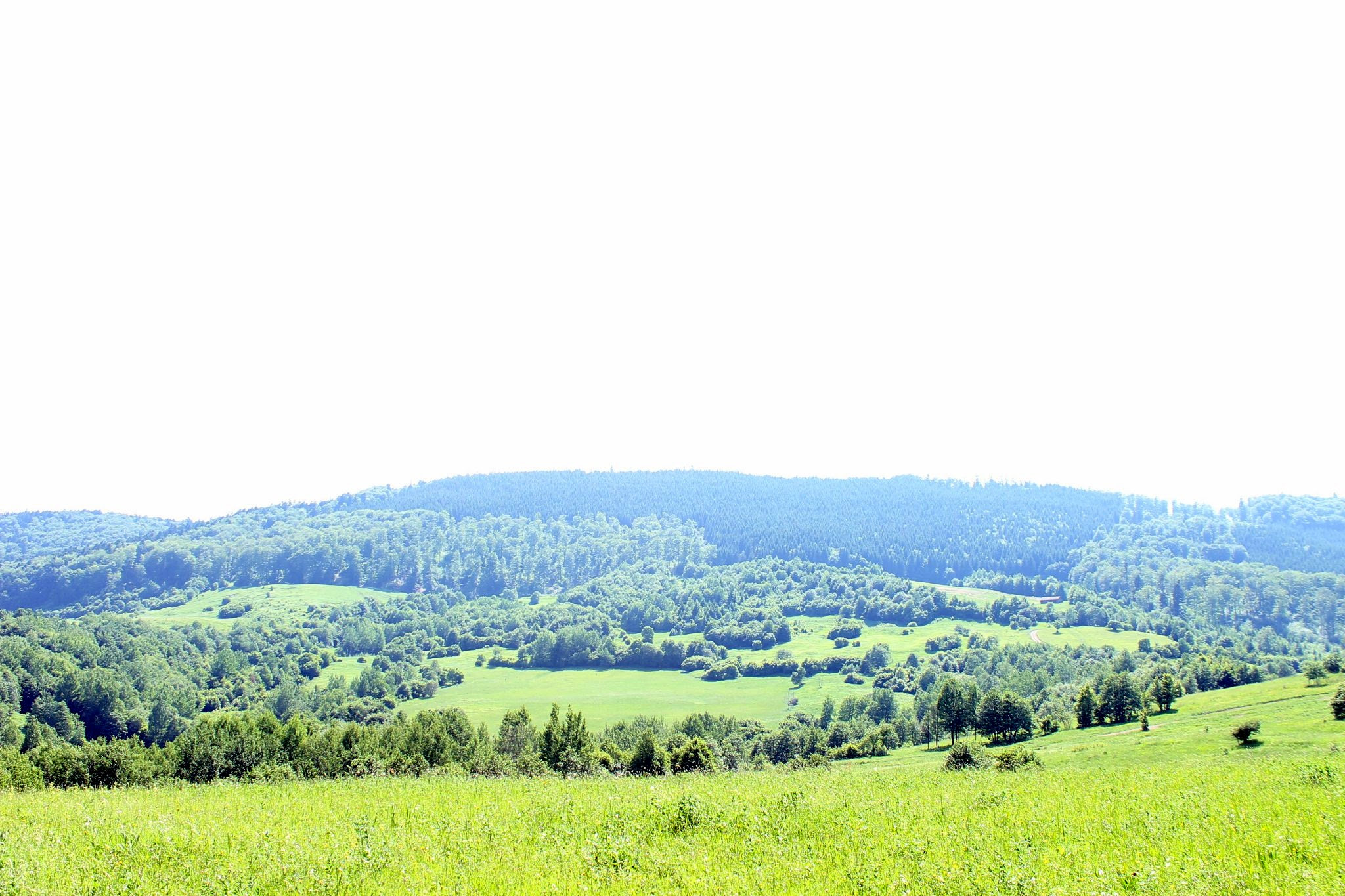
Obcina Mare în Vicovu de Jos

## Demografie
Componența etnică a comunei Vicovu de Jos
     Români (91,39%)
     Alte etnii (0,3%)
     Necunoscută (8,31%)
Componența confesională a comunei Vicovu de Jos
     Ortodocși (74,49%)
     Penticostali (16,33%)
     Alte religii (0,55%)
     Necunoscută (8,63%)
Conform recensământului efectuat în 2021, populația comunei Vicovu de Jos se ridică la 5.978 de locuitori, în creștere față de recensământul anterior din 2011, când fuseseră înregistrați 5.925 de locuitori. Majoritatea locuitorilor sunt români (91,39%), iar pentru 8,31% nu se cunoaște apartenența etnică. Din punct de vedere confesional, majoritatea locuitorilor sunt ortodocși (74,49%), cu o minoritate de penticostali (16,33%), iar pentru 8,63% nu se cunoaște apartenența confesională.

## Recensământul din 1930
Componența etnică a comunei Vicovu de Jos
     Români (94,2%)
     Germani (3,35%)
     Evrei (1,57%)
     Polonezi (0,88%)
Componența confesională a comunei Vicovu de Jos
     Ortodocși (93,15%)
     Romano-catolici (3,12%)
     Mozaici (1,57%)
     Evanghelici\Luterani (1,1%)
     Altă religie (1,06%)
Conform recensământului efectuat în 1930, populația comunei Vicovu de Jos se ridica la 4180 locuitori. Majoritatea locuitorilor erau români (94,2%), cu o minoritate de germani (3,35%), una de evrei (1,57%) și una de polonezi (0,88%). Din punct de vedere confesional, majoritatea locuitorilor erau ortodocși (93,15%), dar existau și romano-catolici (3,12%), mozaici (1,57%), evanghelici\luterani (1,1%). Alte persoane au declarat:
baptiști (15 persoane), alte religii (9 persoane) și fără religie (23 de persoane).

## Istoric
Atestare documentara: Alexandru cel Bun, pentru Episcopia de Rădăuți, 23 mai 1436; 3 august 1443, danie domnească (Ilie și Ștefan voievozi); 12 martie 1458 - Ștefan cel Mare pentru Mitropolia Moldovei; 20 septembrie 1479 - Ștefan cel Mare pentru Mănăstirea Putna.

## Administrație
Comuna Vicovu de Jos este administrată de un primar și un consiliu local compus din 15 consilieri. Primarul, Vasile Țugui[*], de la Partidul Social Democrat, este în funcție din 2016. Începând cu alegerile locale din 2024, consiliul local are următoarea componență pe partide politice:
|  | Partid                          | Consilieri | Componența Consiliului | Componența Consiliului | Componența Consiliului | Componența Consiliului | Componența Consiliului | Componența Consiliului | Componența Consiliului | Componența Consiliului | Componența Consiliului | Componența Consiliului | Componența Consiliului |
|  | ------------------------------- | ---------- | ---------------------- | ---------------------- | ---------------------- | ---------------------- | ---------------------- | ---------------------- | ---------------------- | ---------------------- | ---------------------- | ---------------------- | ---------------------- |
|  | Partidul Social Democrat        | 11         |                        |                        |                        |                        |                        |                        |                        |                        |                        |                        |                        |
|  | Partidul Național Liberal       | 2          |                        |                        |                        |                        |                        |                        |                        |                        |                        |                        |                        |
|  | Alianța pentru Unirea Românilor | 1          |                        |                        |                        |                        |                        |                        |                        |                        |                        |                        |                        |
|  | Carcea Gheorghe-Corneliu        | 1          |                        |                        |                        |                        |                        |                        |                        |                        |                        |                        |                        |

Comuna este condusă de primarul Vasile Țugui (din 2016) și de alți consilieri locali.

## Economie

Complex comercial în Vicovu de Jos

Vicovu de Jos a cunoscut un ritm de creștere economică în ultimul timp în care s-au dezvoltat numeroase IMM-uri având ca activitate de bază industria ușoară (producerea de încălțăminte) și prelucrarea lemnului.

## Transport
Comuna Vicovu de Jos este situată pe magistrala principală 500 a Căilor Ferate Române, linia secundară fiind 515. Calea ferată Suceava-Putna, respectiv Putna-Suceava trece prin Vicovu de Jos și are o stație CFR (Vicovu de Jos, aflată la 56 km de stația Suceava Nord).
Comuna este tranzitată și de numeroase maxi taxi (microbuze), pe drumul principal DN2E (Spătăraști - Păltinoasa - Vicovu de Sus) și pe DN2H (Int cu DN2 - Rădauți - Bivolarie).

## Religie
Religia predominantă în Vicovu de Jos este cea creștin-ortodoxă.
Structura populației după religie este următoarea:
- ortodocși: 4818 (81.32 %)
- romano-catolici: 3 (0.05 %)
- penticostali: 994 (16.77%)
- baptiști: 6 (0.1%)
- martorii lui Iehova: 18 (0.3 %)
- religie necunoscută: 86 (1,45%)
- atei: 0 (0.00 %)

## Cultură
Dintre interpreții de seamă ai cântecului românesc se remarcă Sofia Vicoveanca, care a primit titlul de cetățean de onoare al localității Vicovu de Jos.

## Personalități
- Vasile Motrescu - (n. 11 octombrie 1920 - d. 29 iulie 1958), s-a născut în Vicovu de Jos, partizan, fiind considerat unul dintre cei mai mari luptători anticomuniști din zona Bucovinei.
- Pavel Țugui (n.1921 - ?) istoric literar comunist
- Sofia Vicoveanca (n. 23 septembrie 1941) – cântăreață de muzică populară, locuieste în Vicovu de Jos - Marginea.
- Aurel Tudose (n.28 iulie 1941) - rapsod popular Doina „Mândră de pe Remezeu”
- Stelian Cârstean (n.9 februarie 1942) - folclorist
- Laurențiu Cârstean (n.30 iulie 1946) - poet, scriitor
- Vasile Ișan (n. 22 mai 1961) s-a născut si a copilarit în Vicovu de Jos - profesor universitar de comerț internațional, care a îndeplinit funcția de rector al Universității „Al.I. Cuza” din Iași (2008-2016).
- Vasile Breabăn (n.23 martie 1963 - 28 februarie 2023, Vicovu de Jos - Remezeu) - inginer electronist, care a îndeplinit funcția de șef Stație Televiziune Rarău, Societatea Națională de Radiocomunicații - Sucursala Iași (1991-2023).
- Adriana Bucevschi (n.13 decembrie 1971) – cântăreață de muzică populară, s-a născut la Vicovu de Sus si a copilarit în Vicovu de Jos - Remezeu.